# Dokumenty Zastrzeżone
Dokumenty Zastrzeżone – bankowy system wymiany informacji utworzony przez Związek Banków Polskich w celu wymiany informacji o utraconych dokumentach tożsamości. Głównym celem systemu jest ograniczenie możliwości wykorzystania skradzionych dokumentów do celów przestępczych, popełnianych w imieniu i na szkodę osoby, która dokumenty utraciła.

## Zastrzegane dokumenty
W systemie można zastrzec wszystkie najważniejsze dokumenty, wykorzystywane przez banki i inne instytucje do potwierdzenia tożsamości:
- dowód osobisty,
- paszport,
- prawo jazdy,
- książeczka żeglarska,
- książeczka wojskowa,
- karta pobytu.

## Podmioty zastrzegające dokumenty
Większość banków przyjmuje zgłoszenie utraty dokumentu i zgłasza je do systemu Dokumenty Zastrzeżone tylko od swoich klientów. Poniższe banki przyjmują zastrzeżenia także od osób niebędących ich klientami:
- Bank Pocztowy
- Bank Polskiej Spółdzielczości
- BNP Paribas Bank Polska
- Credit Agricole Bank Polska
- Krakowski Bank Spółdzielczy
- PKO BP
- Plus Bank
- Santander Bank Polska
- Santander Consumer Bank
- SGB-Bank
- Bank Gospodarstwa Krajowego
- wybrane banki spółdzielcze[2]

Od czerwca 2015 także Biuro Informacji Kredytowej umożliwia zastrzeżenie dokumentu on-line klientom zarejestrowanym w portalu internetowym BIK.